# 格但斯克大磨坊
大磨坊（波蘭語：Wielki Młyn）是波兰格但斯克的一座历史悠久的中世纪水磨，位于格但斯克老城的拉杜尼运河分叉处的人工岛（磨坊岛）。它由拉杜尼运河的水提供动力。目前有格但斯克琥珀博物馆。1968年6月14日公布为文物古迹。

## 历史
大磨坊由条顿骑士团建于1350年，1391年部分烧毁。1836年，顾问雅库布·维特（Jakub Witt）租用了这座磨坊，他根据美国模式对磨坊进行了现代化改造，生产面粉。传送带的安装。1880年，磨坊采用了现代涡轮驱动（水轮机）。磨坊一直使用到1945年第二次世界大战结束，部分被毁；在1939年，每天生产200吨面粉。战争结束后，在60年代重建（80%使用原来材料），用作格但斯克造船厂的文化之家，但没有发挥其功能。后来用于展览、储存、迪斯科舞厅、剧院表演和造船业展览会。 
大磨坊高26米、宽26米、长41米，有18个直径为5米的水车。
从1990年代到2016年9月，此处开设购物中心，但逐渐失去人气，需要进行改造。2016年12月，该建筑捐赠给附近的格但斯克琥珀博物馆。2018年11月21日，格但斯克博物馆签署了一项协议，以430万波兰兹罗提的价格为格但斯克琥珀博物馆实施大磨坊第一阶段的改造工程。2020年6月25日，签署了一项价值2280万兹罗提的建筑重建、改造和现代化工程协议。. 投资总成本为3350万兹罗提，博物馆于2021年7月24日开幕。.

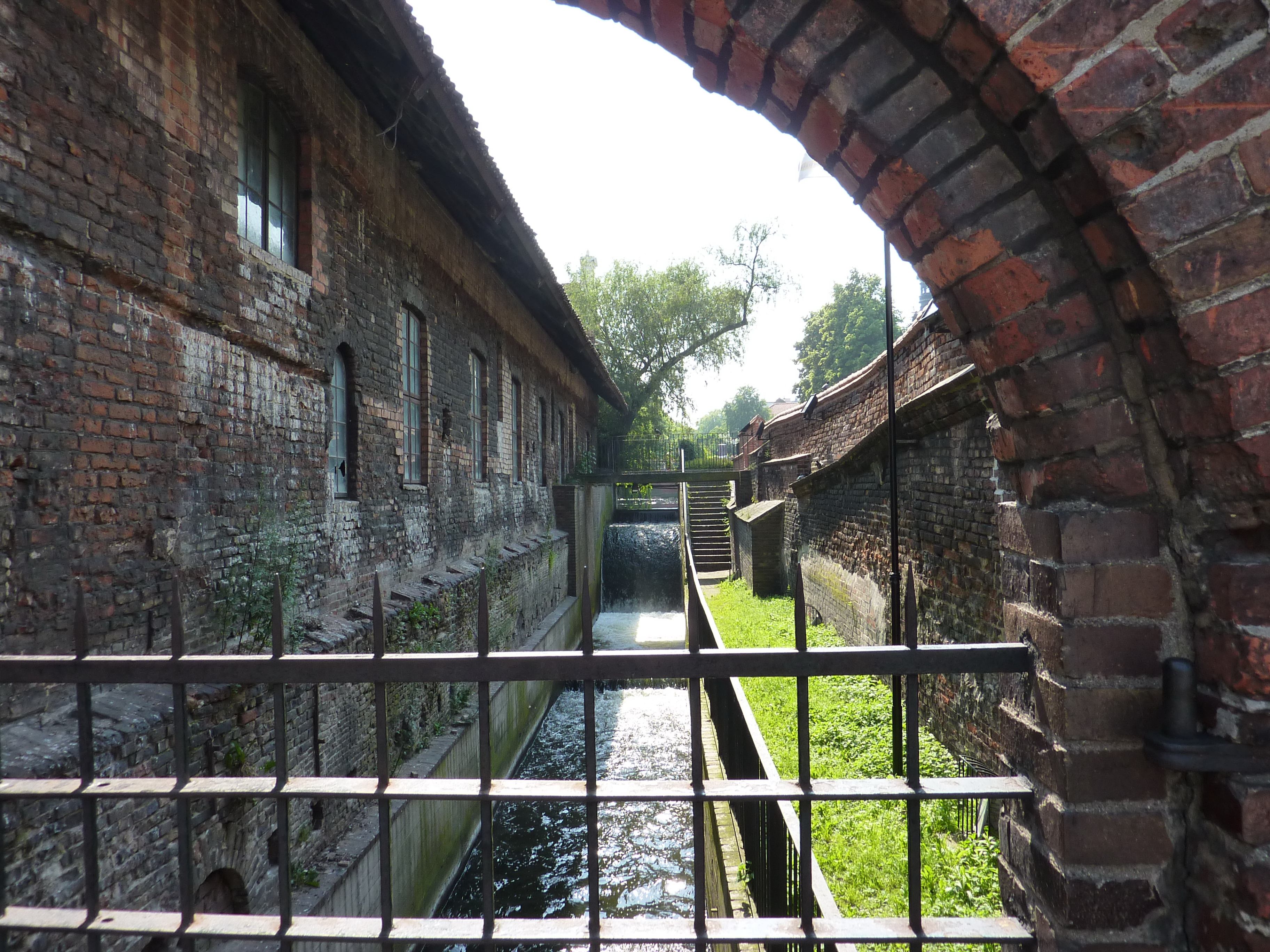
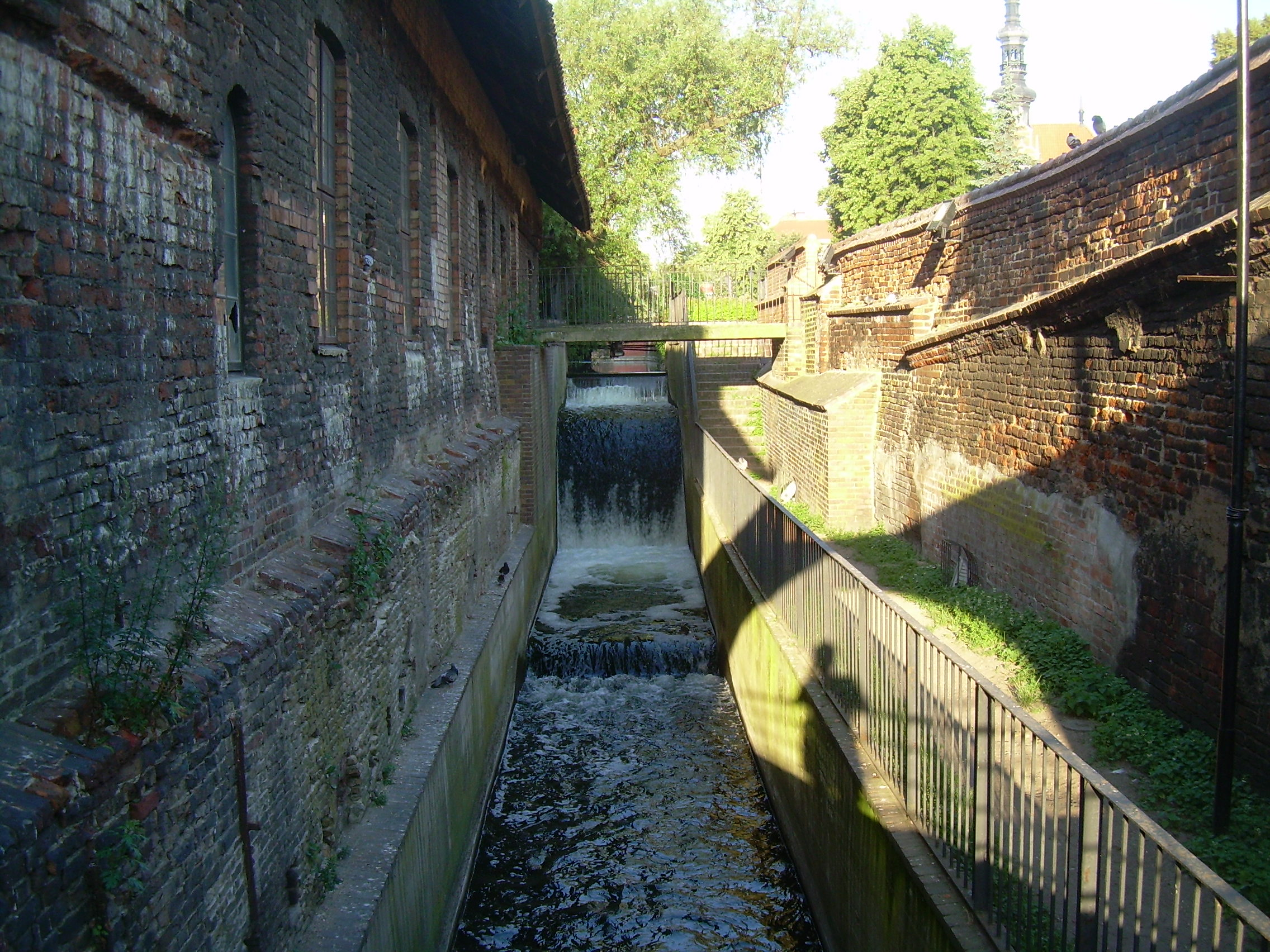
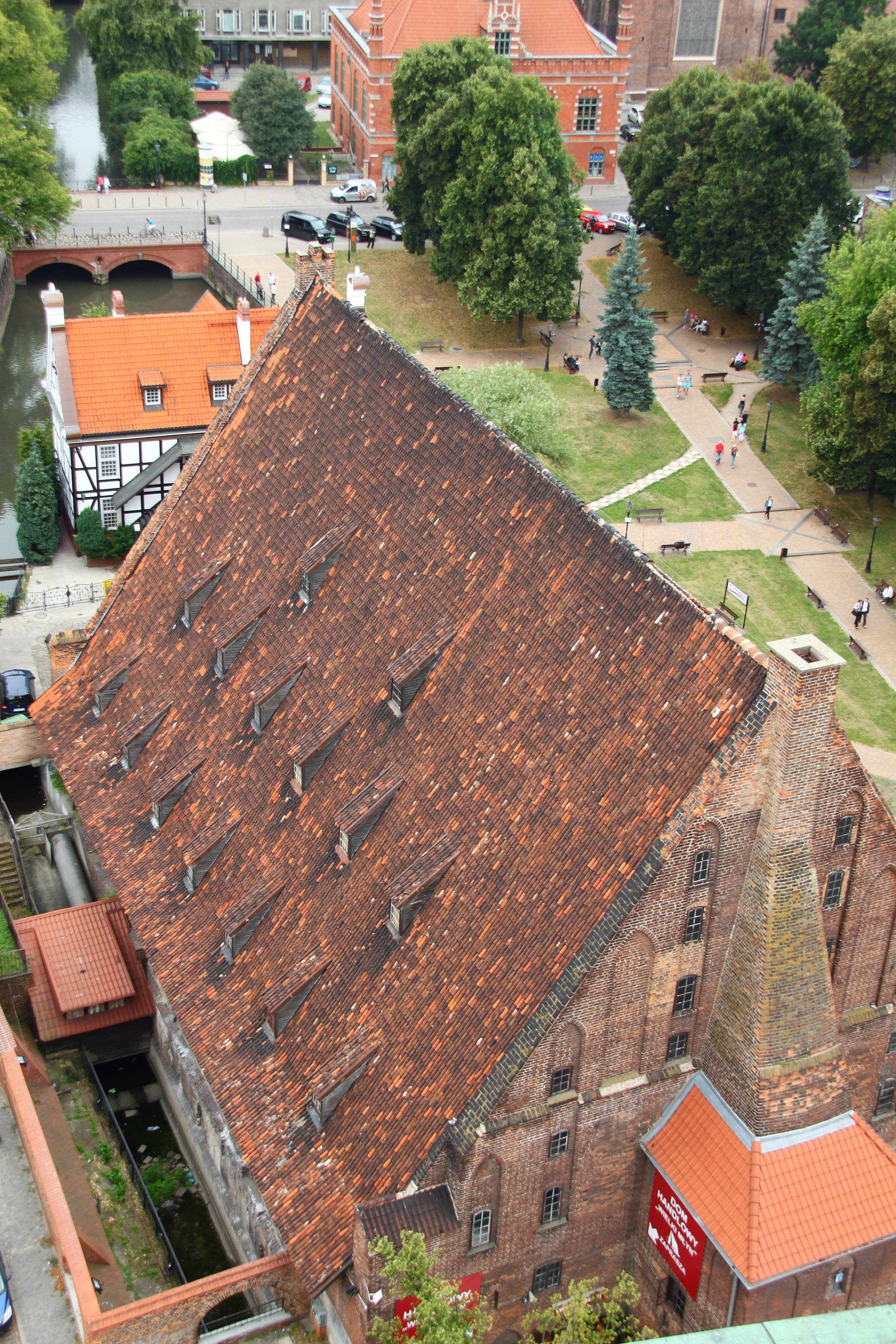
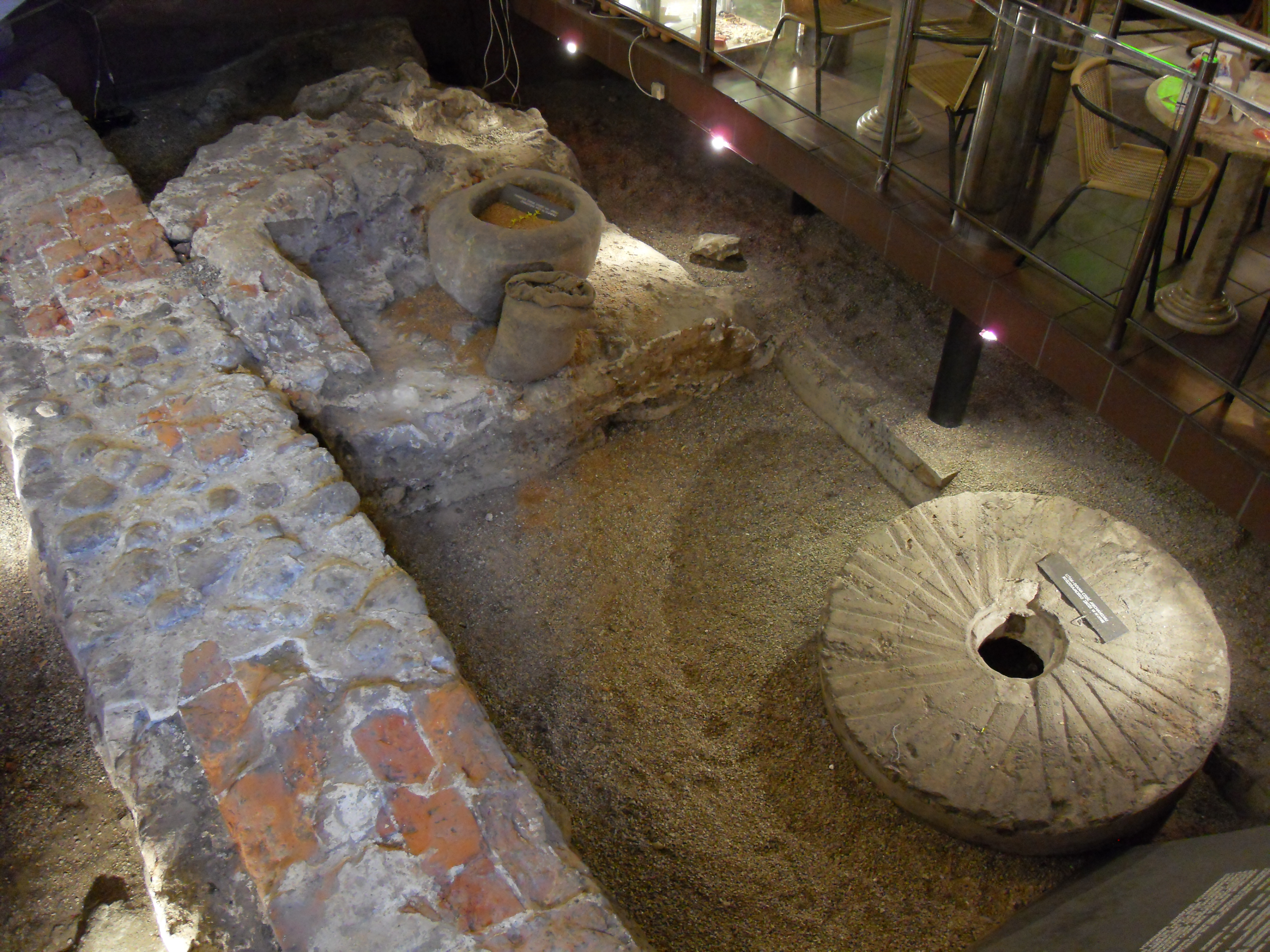
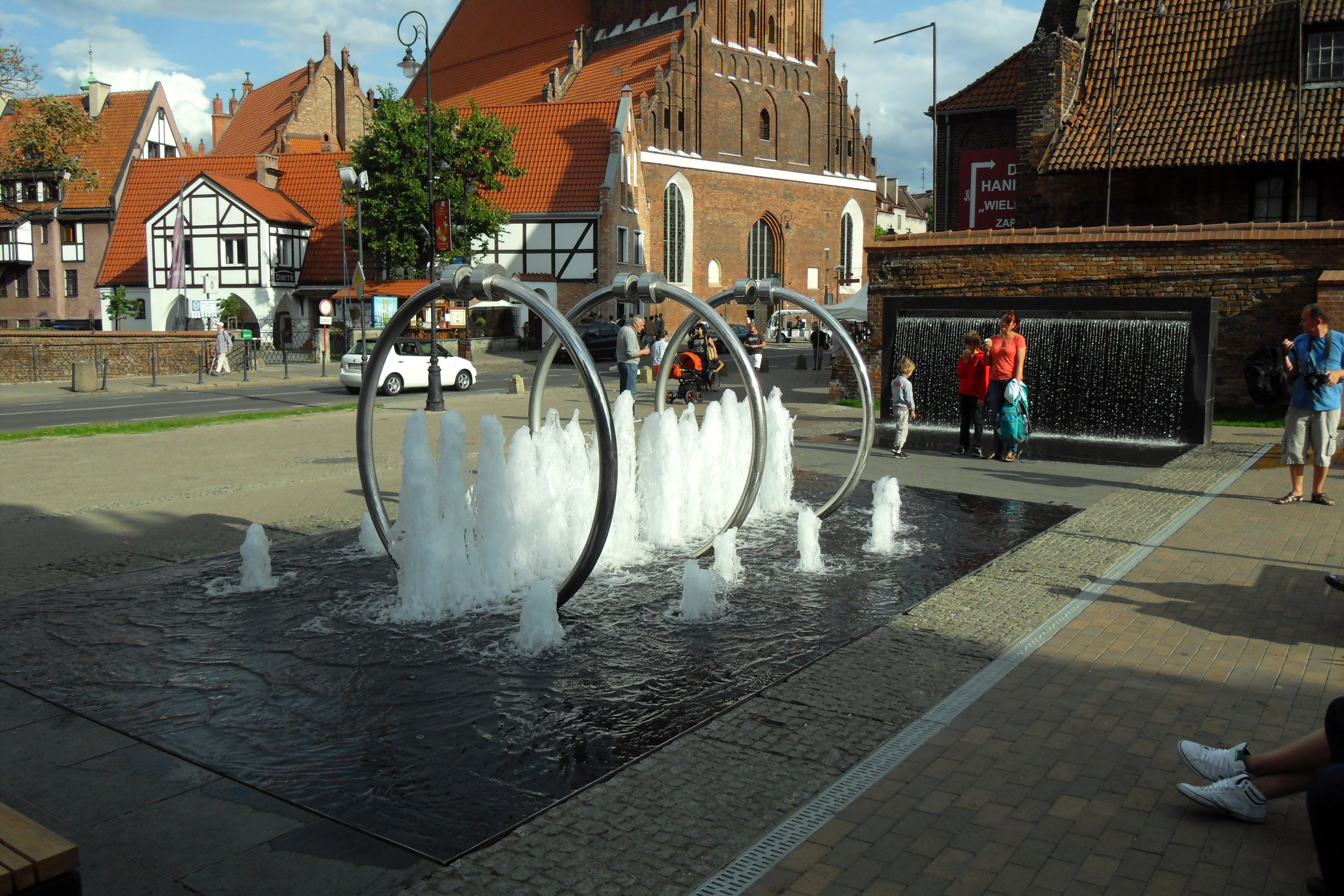
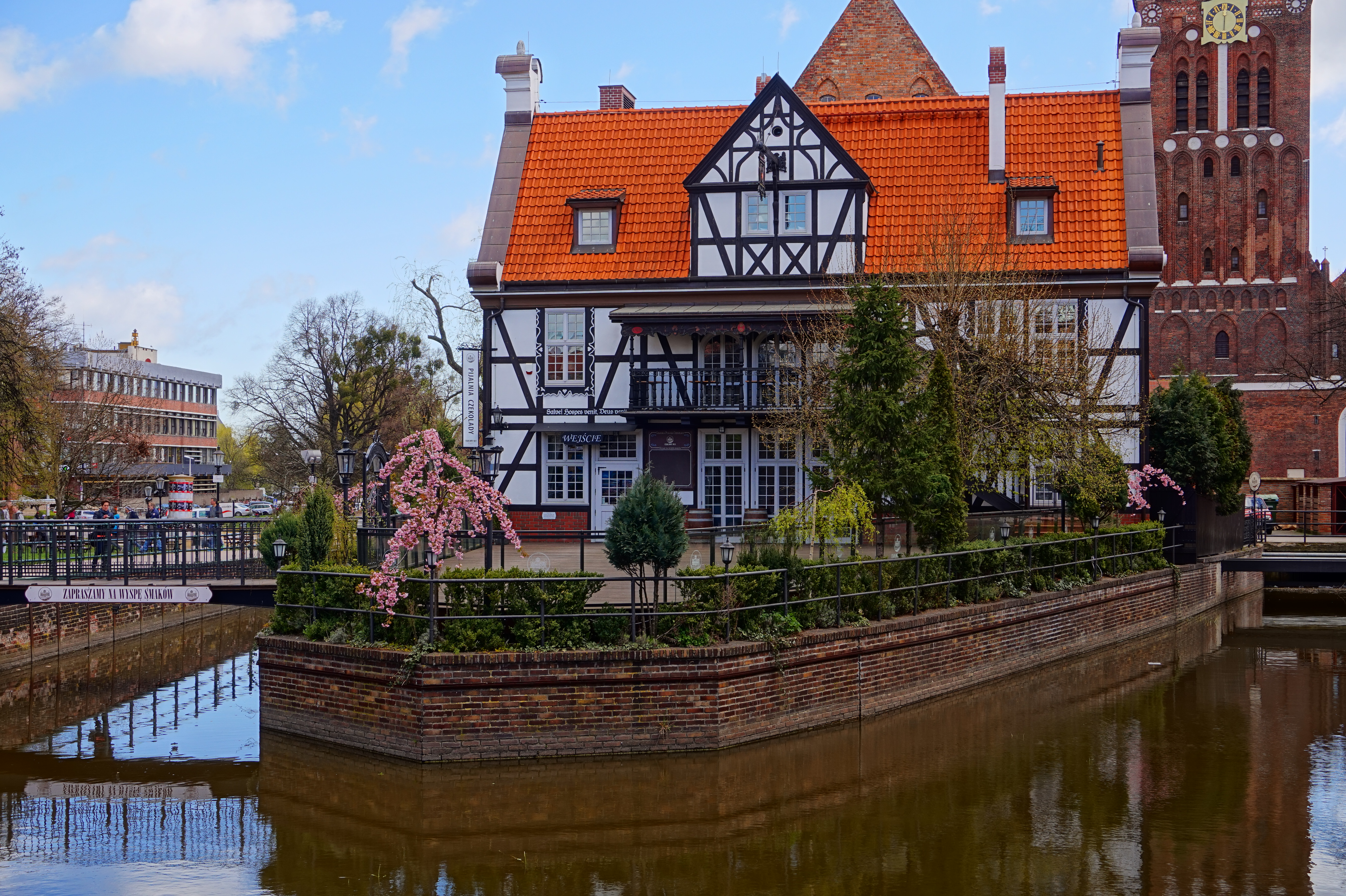
rekonstrukcja z 1997